# Altusried
Altusried là một đô thị ở Oberallgäu bang Bayern thuộc nước Đức.